# Гетерогенна система

Гомогенність, гетерогенність.

Гетероге́нні (неоднорідні) систе́ми — фізико-хімічні системи, що складаються з двох або кількох фаз, наприклад, система: «лід — вода — водяна пара» — гетерогенна система з трьох фаз.

## Опис
Це неоднорідна система, що складається з однорідних частин (фаз), розділених поверхнею розділу. Фази можуть відрізнятися одна від одної за складом та властивостям. Число речовин (компонентів), термодинамічних фаз і ступенів свободи зв'язані правилом фаз. Прикладами гетерогенних систем можуть служити: рідина — насичена пара; насичений розчин з осадом; багато сплавів, твердий каталізатор у струмені газу або рідини (гетерогенний каталіз).

## Класифікація
Залежно від фізичного стану фаз розрізняють: суспензії, емульсії, піни, пили, дими і тумани.
Суспензії — неоднорідні системи, що складаються з рідини і завислих у ній твердих частинок. Залежно від розмірів твердих частинок суспензії умовно підрозділяють на грубі (понад 100 мкм), тонкі (0,5…100 мкм) і каламуть (0,1…0,5 мкм). Перехідну область між суспензіями і гомогенними системами займають колоїдні розчини, частинки яких за розміром займають середнє положення між молекулами і частинками суспензій. Границя між суспензіями і колоїдними розчинами може бути охарактеризована появою броунівського руху твердих частинок, що перешкоджає осадженню колоїдних розчинів під дією сили ваги.
Емульсії — системи, що складаються з рідини і розподілених у ній частинок іншої рідини, яка не змішується з першою. Розмір частинок дисперсної фази може коливатися в широких межах. Під дією сили ваги емульсії розшаровуються, проте при незначних розмірах крапель (менше від 0,4…0,5 мкм), чи під час додавання стабілізаторів емульсії стають стійкими і не розшаровуються протягом тривалого часу. Зі збільшенням концентрації дисперсної фази з'являється можливість інверсії фаз. У результаті інверсії крапель дисперсна фаза стає суцільною; в ній зависають частинки фази, що була до цього дисперсійним середовищем.
Піни — системи, що складаються з рідини і розподілених у ній частинок газу. Ці газорідинні системи за своїми властивостями близькі до емульсій.
Пили і дими — системи, що складаються з газу і розподілених у ньому частинок твердої речовини. Пили утворюються за механічного розподілу частинок у газі (під час дроблення, перемішування і транспортування твердих матеріалів тощо). Розміри твердих частинок пилів становлять приблизно 3…70 мкм. Дими отримують у процесі конденсації пари (газів) під час переходу їх у твердий стан. При цьому утворюються тверді частинки розміром 0,3-5 мкм, що зависли в газі частинки. Під час утворення дисперсної фази з частинок рідини, розподілених у газі, приблизно таких же розмірів (0,3…5 мкм) виникають системи, названі туманами. Пили, дими і тумани є аеродисперсними системи чи аерозолями.

## Методи розділення неоднорідних систем
Методи розділення неоднорідних систем залежать переважно від розмірів завислих частинок. Застосовують наступні методи розділення неоднорідних систем:
- осадження (відстоювання);
- фільтрування;
- центрифугування;
- мокре розділення.

Осадження — процес розділення, при якому завислі в рідині або газі тверді або рідкі частинки відділяються від суцільної фази під дією сили тяжіння, сил інерції (в тому числі відцентрових) або електростатичних сил. Осадження, яке відбувається під дією сил тяжіння називається відстоюванням. В основному відстоювання застосовується для попереднього, грубого розділення неоднорідних систем.
Фільтрування — процес розділення з допомогою пористої перегородки, здатної пропускати рідину або газ, але затримувати завислі в середовищі тверді частинки. Воно здійснюється під дією сил тиску або відцентрових сил і застосовується для тоншого розділення суспензій і пилу, ніж шляхом осадження.
Центрифугування — процес розділення суспензій і емульсій в полі відцентрових сил. Під дією цих сил осадження поєднується з ущільненням утвореного осаду, а фільтрування — з ущільненням і механічним сушінням осаду.
Мокре розділення — процес уловлювання завислих у газі частинок якою-будь рідиною. Воно відбувається під дією сил тяжіння або сил інерції і застосовується для очищення газів і розділення суспензій. При обробці суспензій мокре розділення використовують у комбінації з іншими способами розділення (промивання осадів в процесах відстоювання і фільтрування).

## Дотичний термін
Гетерогенний — (рос. гетерогеный, англ. heterogeneous, нім. heterogen) — неоднорідний, той, що складається з різних за складом частин (однотипний — гомогенний).
Фаза — однорідна складова частина фізико-хімічної системи.